# Color Gitano
Singles de Kendji Girac
Andalouse
(2014)
Clip vidéo
[vidéo] « Color Gitano », sur YouTube
Color Gitano (littéralement « Couleurs Gitanes ») est une chanson du chanteur français Kendji Girac parue sur son premier album Kendji. Elle est sortie le 16 juin 2014 comme premier single de l'album. C'est également le premier single de la carrière du chanteur.
En décembre 2014, ce titre est récompensé aux NRJ Music Awards en remportant le titre de « Chanson de l'année ».

## Clip vidéo
Le clip de Color Gitano a été publié sur YouTube le 21 juin 2014. Il a été tourné à Arles, le long du Petit-Rhône depuis le pont de Fourques. Des prises de vue ont été faites dans le centre-ville d'Arles et les prises avec les quadricycles ont été réalisées sur l'une des plages sauvages arlésiennes. En août 2019, le clip a atteint plus de 130 millions de vues.
Dans le clip, Kendji passe du bon temps avec ses amis dans un village. Ils se rendent à une rivière pour y plonger depuis un pont, jouent au basket-ball et font du quad. Kendji assiste à la fête du village en tant que chanteur et guitariste.

## Classements
| Classement (2014-2015)                  | Meilleure position |
| --------------------------------------- | ------------------ |
| Belgique (Wallonie Ultratop 50 Singles) | 12                 |
| Belgique (Wallonie Ultratop 50 Airplay) | 50                 |
| Canada (Adult Contemporary)             | 41                 |
| France (SNEP)                           | 11                 |
| Suisse (Charts Romandie)                | 18                 |

| Classement (2014) | Position |
| ----------------- | -------- |
| France (SNEP)     | 51       |

| Classement (2015)            | Position |
| ---------------------------- | -------- |
| Belgique (Wallonie Ultratop) | 45       |
| France (SNEP)                | 72       |